# Batyk
Batyk is een plaats (község) en gemeente in het Hongaarse comitaat Zala. Batyk telt 415 inwoners (2001).